# Antipsorijatik
Antipsorijatik je koji se koristi za treatiranje psorijaze. Lekovi za samu bolest nisu dostupni, ali postoji više tratmana koji pomažu u kontroli simptoma. Primeri lekova iz ove grupe su kamenougljena smola, ditranol i tazaroten.